# Thiania chrysogramma
Thiania chrysogramma es una especie de araña saltarina del género Thiania, familia Salticidae. Fue descrita científicamente por Simon en 1901.
Habita en China (Hong Kong).